# (29792) 1999 CG65
A (29792) 1999 CG65 a Naprendszer kisbolygóövében található aszteroida. A LINEAR projekt keretében fedezték fel 1999. február 12-én.